# Inman Line
Die Inman Line war eine britische Reederei des ausgehenden 19. Jahrhunderts mit Sitz in Liverpool, die einen regelmäßigen Liniendienst nach Philadelphia und später nach New York City unterhielt.

## Geschichte
1850 wurde die Liverpool & Philadelphia Steam Ship Company von dem Geschäftsmann William Inman gegründet, um einen regelmäßigen Liniendienst von Liverpool nach Philadelphia zu unterhalten. Inman bewies darin Mut, von Anfang ausschließlich eiserne Schraubendampfer einzusetzen, ein Schiffstyp, der sich gerade erst im Transatlantikverkehr zu bewähren begann. Die Reederei bekam keine staatlichen Subventionen, doch es gelang Inman, in das Monopol des Auswanderertransportes der Packetsegler einzubrechen, was für ein gutes Auskommen sorgte. Inman war der erste, der Zwischendeckpassagiere mit Dampfschiffen nach Nordamerika beförderte. Die Schiffe waren leicht daran zu erkennen, dass alle Namen mit dem Präfix "City of ....." begannen; zudem hatten sie einen Klippersteven, mit dem sie fast wie Segelschiffe wirkten.
Die Geschäfte liefen gut. Der Auswandererstrom nahm ständig zu, die Schraubendampfer verbrauchten 50 Prozent weniger Kohle als die Raddampfer und waren sehr wirtschaftlich. 1854 hatte die Reederei zwei schwere Verluste zu verkraften. Die City of Glasgow (das erste Schiff der Linie) war im Atlantik verschollen, und der neuerbaute Dampfer City of Philadelphia war auf seiner Jungfernfahrt bei Kap Race gesunken. Doch Inman gab nicht auf, statt Philadelphia wurde 1857 New York neuer Endhafen, und die Reederei hieß nun Liverpool, New York & Philadelphia Steamship Company. Die Aussicht auf höhere Gewinne hatten Inman wohl zu diesem Schritt bewogen, doch gleichzeitig drohte ein verschärfter Konkurrenzkampf.
1869 eroberte die City of Brussels zum ersten Mal für Inman das Blaue Band mit mehr als 14 Knoten, Cunards Raddampfer waren geschlagen. 1870 ergab sich neue Konkurrenz durch die schnellen Schiffe der White Star Line. Die Reederei geriet in finanzielle Schwierigkeiten und musste 1875 in eine Aktiengesellschaft umgewandelt werden. Die Reederei änderte erneut ihren Namen, und zwar in Inman Steamship Company Ltd. Im selben Jahr eroberte die City of Berlin das Blaue Band zurück, verlor es aber kurz darauf wieder an die White Star Line. 1879 griff die Guion Line mit der Arizona in den Wettbewerb ein, womit sich der Konkurrenzkampf weiter zuspitzte.
1881 konterte Inman mit der City of Rome, mit 8415 BRT damals das größte Schiff der Welt und mit ihren drei Schornsteinen eine imposante Erscheinung. Ihre Geschwindigkeit war allerdings enttäuschend: Statt 18 lief sie gerade mal 16 Knoten, zu langsam um der Guion Line das Blaue Band abzujagen.
Kurz nach dem Stapellauf der City of Rome starb Inman. Der Abstieg der Inman Line war nicht mehr aufzuhalten, 1883 war die City of Brussels nach einer Kollision gesunken und die restliche Flotte musste dringend erneuert werden. Für die Überfahrt brauchte man zwei Tage länger als die Konkurrenz. Es fehlte an Geld, bei einem Buchwert der Flotte von 168500 Pfund Sterling hatte man Verbindlichkeiten in Höhe von 265500 Pfund. Die Inman Line zeigte, wie tödlich ein versagender Blau-Band-Renner in diesem unerbittlichen Konkurrenzkampf wirken konnte.
1886 ging die Inman Line in die freiwillige Liquidation, um eine Neugründung zu ermöglichen. Die Inman & International Steamship Co. Ltd. war entstanden. Eigentümer war die US-Reederei International Navigation Company mit Sitz in Philadelphia. Die Flotte wurde modernisiert, und bei der Werft J. & G. Thomson in Glasgow gab man zwei Neubauten in Auftrag. Sie stellten alles bisher da gewesene in den Schatten. 1888 liefen die Schwesterschiffe City of Paris und City of New York vom Stapel, mit 10499 BRT waren sie die größten bis dahin gebauten Passagierschiffe. Die City of Paris eroberte dann auch das Blaue Band von Cunards Etruria und Umbria für Inman zurück. Die White Star konterte mit Teutonic und Majestic, verlor es aber 1889 wieder an Inmans City of New York.
1892 entschied der US-Kongress per Sondergesetz, dass die Inman-Schiffe in den USA angekauft werden durften. Die Inman Line wurde 1893 aufgelöst und ihre ehemaligen Schiffe für die American Line, einer Reederei der International Navigation Company, registriert. Das “City of …” wurde aus den Namen der Schiffe gestrichen. Damit war ein Name, der das Bild des Transatlantik-Dienstes entscheidend mitgeprägt hatte, für immer verschwunden.

## Schiffe der Inman Line 1850–1889
| Jahr        | Name                   | Tonnage   | Werft                                  | Status/Schicksal                                                 |
| ----------- | ---------------------- | --------- | -------------------------------------- | ---------------------------------------------------------------- |
| 1850        | City of Glasgow        | 1610 BRT  | Tod & McGregor, Glasgow                | 1854 auf dem Atlantik verschollen (480 Tote)                     |
| 1851        | City of Manchester     | 2125 BRT  | Tod & McGregor, Glasgow                | 1871 verkauft                                                    |
| 1854        | City of Philadelphia   | 2168 BRT  | Tod & McGregor, Glasgow                | 1854 auf der Jungfernfahrt bei Cape Race gesunken                |
| 1855        | City of Washington     | 2538 BRT  | Tod & McGregor, Glasgow                | 1873 bei Sable Island (Kanal) gesunken                           |
| 1855        | City of Baltimore      | 2538 BRT  | Tod & McGregor, Glasgow                | 1874 an Hall Line verkauft und in Fivaller umbenannt             |
| 1855        | City of Bristol        | 2215 BRT  | Tod & McGregor, Glasgow                | 1871: 2655 BRT / 1881 nach Italien verkauft                      |
| 1855        | City of Edinburgh      | 2197 BRT  | Tod & McGregor, Glasgow                | 1872 verkauft                                                    |
| 1861        | City of New York (I)   | 2360 BRT  | Tod & McGregor, Glasgow                | 1864 bei Queenstown (Irland) gestrandet und aufgegeben           |
| 1863        | City of London         | 2536 BRT  | Tod & McGregor, Glasgow                | 1869: 2765 BRT / 1878 verkauft                                   |
| 1863        | City of Cork           | 1547 BRT  | Tod & McGregor, Glasgow                | 1871 nach Italien verkauft und in Mediterraneo umbenannt         |
| 1863 (1855) | City of Limerick       | 1529 BRT  | Smith & Rodgers, Glasgow               | 1855 ex African / 1863 an Inman / 1870: 2536 BRT / 1880 verkauft |
| 1864        | City of Dublin         | 2138 BRT  | Smith & Rodgers, Glasgow               | 1873 an Dominion Line verkauft und in Quebec umbenannt           |
| 1865        | City of New York (II)  | 2642 BRT  | Tod & McGregor, Glasgow                | 1883 an Allan Line verkauft und in Norwegian umbenannt           |
| 1865        | City of Boston         | 2278 BRT  | Tod & McGregor, Glasgow                | 1870 auf dem Atlantik verschollen (191 Tote)                     |
| 1866        | City of Paris (I)      | 2566 BRT  | Tod & McGregor, Glasgow                | 1870: 3500 BRT / 1884 verkauft                                   |
| 1867        | City of Antwerp        | 2391 BRT  | Tod & McGregor, Glasgow                | 1879 an Johnston Line verkauft und in Thanemore umbenannt        |
| 1869        | City of Brussels       | 3747 BRT  | Tod & McGregor, Glasgow                | 1883 auf dem River Mersey nach Kollision gesunken (10 Tote)      |
| 1869        | City of Brooklyn       | 2911 BRT  | Tod & McGregor, Glasgow                | 1879 an Dominion Line verkauft und in Brooklyn umbenannt         |
| 1872        | City of Montreal       | 4451 BRT  | Tod & McGregor Ltd., Glasgow           | 1887 auf dem Atlantik ausgebrannt                                |
| 1873        | City of Chester        | 4770 BRT  | Caird & Co. Ltd., Greenock             | 1893 an American Line übertragen und in Chester umbenannt        |
| 1873        | City of Richmond       | 4770 BRT  | Tod & McGregor Ltd., Glasgow           | 1891 verkauft                                                    |
| 1875        | City of Berlin         | 5526 BRT  | Caird & Co. Ltd., Greenock             | 1893 an American Line übertragen und in Berlin umbenannt         |
| 1881        | City of Rome           | 8415 BRT  | Barrows Shipbuilding Co. Ltd., Barrows | 1882 wegen techn. Mängel an Bauwerft zurück                      |
| 1883        | City of Chicago        | 4202 BRT  | Charles Connell & Co. Ltd., Glasgow    | 1892 bei Irland gestrandet und aufgegeben                        |
| 1888        | City of New York (III) | 10499 BRT | J. & G. Thomson Ltd., Glasgow          | 1893 an American Line übertragen und in New York umbenannt       |
| 1889        | City of Paris (II)     | 10499 BRT | J. & G. Thomson Ltd., Glasgow          | 1893 an American Line übertragen und in Paris umbenannt          |